# Fundamentalsystem (Mathematik)
Als Fundamentalsystem wird in der Analysis jede Basis desjenigen Vektorraums bezeichnet, der aus der Menge der Lösungen eines homogenen linearen gewöhnlichen Differentialgleichungssystems besteht.
Ist {\displaystyle \{y_{1},\ldots ,y_{n}\}} ein Fundamentalsystem, so ist definitionsgemäß
{\displaystyle {\mathcal {L}}:=\{y\in C^{1}([a,b];\mathbb {R} ^{n})\ |\ y=\sum _{k=1}^{n}a_{k}y_{k}\ ,\ a_{1},\ldots ,a_{n}\in \mathbb {R} \}}
die Menge der Lösungen dieses homogenen Differentialgleichungssystems.
Die Kenntnis eines Fundamentalsystems ist Voraussetzung für das Verfahren der Variation der Konstanten, um eine spezielle Lösung von inhomogenen linearen Differentialgleichungssystemen erster Ordnung und inhomogenen linearen Differentialgleichungen höherer Ordnung zu konstruieren.

## Fundamentalsystem, (Haupt-)Fundamentalmatrix und Wronski-Determinante

### Homogenes lineares Differentialgleichungssystem erster Ordnung
Gegeben sei ein lineares homogenes Differentialgleichungssystem erster Ordnung
{\displaystyle y^{\prime }(x)=A(x)\,y(x),}
mit {\displaystyle x\in (a,b)\subset \mathbb {R} } und der Matrix {\displaystyle A(x)\colon (a,b)\to \mathbb {R} ^{n\times n}}, deren Koeffizienten {\displaystyle a_{ij}(x)\in C^{0}((a,b);\mathbb {R} )} sind. Die Lösungen dieses Differentialgleichungssystems werden in der Differentiationsklasse {\displaystyle C^{1}((a,b);\mathbb {R} ^{n})} der stetig differenzierbaren Funktionen {\displaystyle y\colon (a,b)\to \mathbb {R} ^{n}} gesucht.
Hat diese Differentialgleichung zwei verschiedene Lösungen, so sind auch die Summe und Vielfache mit reellen Faktoren wiederum Lösungen. Die Lösungsmenge ist also ein reeller Untervektorraum im Raum aller stetig differenzierbaren Funktionen.
Sind die Koeffizienten der Matrix {\displaystyle A} stetige Funktionen, so kann der Existenz- und Eindeutigkeitssatz von Picard-Lindelöf angewandt werden. Nach diesem ist einerseits jede Lösung der Differentialgleichung schon eindeutig durch ihren Wert {\displaystyle y(a)} im Anfangspunkt des Intervalls bestimmt und andererseits auch jedes Anfangswertproblem mit beliebigem Anfangswert {\displaystyle y(a)=:y_{0}\in \mathbb {R} ^{n}} zu diesem Differentialgleichungssystem eindeutig lösbar. Daraus folgt, dass der Lösungsraum {\displaystyle n}-dimensional ist.

### Definitionen
Jede Basis dieses {\displaystyle n}-dimensionalen Lösungsraums wird als Fundamentalsystem des linearen Differentialgleichungssystems bezeichnet. Meistens wählt man als Basis dasjenige System von Lösungsfunktionen {\displaystyle \{y_{1}(x),\ldots ,y_{n}(x)\}}, für welche der Anfangswert {\displaystyle y_{i}(a)=e_{i}} der {\displaystyle i}-te kanonische Einheitsvektor ist.
Ist {\displaystyle \{y_{1},\ldots ,y_{n}\}} ein Fundamentalsystem, so bezeichnet man die Matrix {\displaystyle \Phi (x):=(y_{1}(x)\ |\ \cdots \ |\ y_{n}(x))\in \mathbb {R} ^{n\times n}} als Fundamentalmatrix und ihre Determinante {\displaystyle \det \Phi (x)} als Wronski-Determinante. Ist {\displaystyle \Phi (x_{0})} für ein {\displaystyle x_{0}} die Einheitsmatrix, so bezeichnet man {\displaystyle \Phi } auch als Hauptfundamentalmatrix im Punkt {\displaystyle x_{0}}.
Die Fundamentalmatrix {\displaystyle \Phi } ist ebenfalls Lösung einer homogenen gewöhnlichen (matrixwertigen) Differentialgleichung, nämlich von
{\displaystyle \Phi ^{\prime }(x)=A(x)\Phi (x).}
Der Lösungsraum des ursprünglichen homogenen Systems im {\displaystyle \mathbb {R} ^{n}} ist dann {\displaystyle \{y\in C^{1}([a,b];\mathbb {R} ^{n})\ |\ y(x)=\Phi (x)\cdot c,\ c\in \mathbb {R} ^{n}\}}. Ist {\displaystyle \Phi } sogar Hauptfundamentalmatrix in {\displaystyle x_{0}}, so löst {\displaystyle y(x):=\Phi (x)y_{0}} das Anfangswertproblem zu {\displaystyle y(x_{0})=y_{0}}.
Die Fundamentalmatrix {\displaystyle \Phi (x)\in \mathbb {R} ^{n\times n}} ist für jedes {\displaystyle x\in [a,b]} invertierbar. Für die Wronski-Determinante gilt die liouvillesche Formel.

### Homogene lineare Differentialgleichung höherer Ordnung
Genauso wie im Fall erster Ordnung ist der Lösungsraum eines linearen Systems höherer Ordnung ebenfalls ein Vektorraum, und jede Basis desselben wird weiterhin als Fundamentalsystem bezeichnet.
Zur Definition der Fundamentalmatrix einer skalaren linearen Differentialgleichung {\displaystyle n}-ter Ordnung
{\displaystyle y^{(n)}(x)=\sum _{k=0}^{n-1}a_{k}(x)y^{(k)}(x)}
betrachte man zunächst das hierzu korrespondierende Differentialgleichungssystem erster Ordnung, bestehend aus {\displaystyle n} Gleichungen
{\displaystyle Y'(x)=A(x)Y(x)} mit {\displaystyle A(x):={\begin{pmatrix}0&1&&0\\&\ddots &\ddots &\\&&\ddots &1\\a_{0}(x)&a_{1}(x)&\cdots &a_{n-1}(x)\\\end{pmatrix}}.}
Hinweis: Der Zusammenhang ist, dass {\displaystyle y(x)} die skalare Gleichung {\displaystyle n}-ter Ordnung genau dann löst, wenn {\displaystyle Y(x):=\left({\begin{smallmatrix}y(x)\\y'(x)\\\vdots \\y^{(n-1)}(x)\\\end{smallmatrix}}\right)}
Lösung obigen Systems erster Ordnung ist.
Als Fundamentalmatrix von
{\displaystyle y^{(n)}(x)=\sum _{k=0}^{n-1}a_{k}(x)y^{(k)}(x)}
bezeichnet man jede Fundamentalmatrix {\displaystyle \Phi } des Systems erster Ordnung
{\displaystyle Y'(x)=A(x)Y(x)\ .}
Natürlich heißt {\displaystyle \Phi } Hauptfundamentalmatrix in {\displaystyle x_{0}}, falls {\displaystyle \Phi (x_{0})} die Einheitsmatrix ist. {\displaystyle \det \Phi } bezeichnet man weiterhin als Wronski-Determinante.
Obige Reduktion der Gleichung auf ein System erster Ordnung liefert: Ist {\displaystyle \{y_{1},\ldots ,y_{n}\}} ein Fundamentalsystem, so ist
{\displaystyle \Phi (x):={\begin{pmatrix}y_{1}(x)&\cdots &y_{n}(x)\\y_{1}'(x)&\cdots &y_{n}'(x)\\\vdots &\cdots &\vdots \\y_{1}^{(n-1)}(x)&\cdots &y_{n}^{(n-1)}(x)\\\end{pmatrix}}}
eine Fundamentalmatrix.

## Konstruktion eines Fundamentalsystems
Im allgemeinen Fall ist es schwierig, Fundamentalsysteme zu konstruieren. Möglich wird dies erst durch eine spezielle Struktur der Differentialgleichung. Dazu gehört die skalare Differentialgleichung erster Ordnung, Differentialgleichungssysteme erster Ordnung mit konstanten Koeffizienten, Differentialgleichungen höherer Ordnung mit konstanten Koeffizienten oder die eulersche Differentialgleichung. Ist eine Lösung der homogenen Differentialgleichung hoher Ordnung bekannt, so kann man das Reduktionsverfahren von d’Alembert verwenden, um die Gleichung auf eine Differentialgleichung mit einer um eins erniedrigten Ordnung zurückzuführen.

### Lineare Differentialgleichung erster Ordnung
Es sei {\displaystyle A} eine Stammfunktion von {\displaystyle a}. Dann ist
{\displaystyle \{y(x)=\exp(A(x))\}}
ein Fundamentalsystem von {\displaystyle y'(x)=a(x)y(x)}.

### Lineares Differentialgleichungssystem erster Ordnung mit konstanten Koeffizienten
Im Fall einer linearen Differentialgleichung mit konstanten Koeffizienten
{\displaystyle y'(x)=A\cdot y(x)\ ,\ A\in \mathbb {R} ^{n\times n}}
bestimmt man zunächst die Jordan-Normalform {\displaystyle J} der Matrix {\displaystyle A} sowie eine dazugehörige Jordan-Basis {\displaystyle B=\{b_{1},\ldots ,b_{n}\}}. Ist {\displaystyle \lambda } ein komplexer Eigenwert mit zugehörigen Basisvektoren {\displaystyle c_{1},\ldots ,c_{k}}, so möge man in der Jordan-Basis die Basisvektoren so wählen, dass {\displaystyle {\overline {c_{1}}},\ldots ,{\overline {c_{k}}}} als Basisvektoren zu {\displaystyle {\overline {\lambda }}} vorkommen.
Nun geht man jede Kette von Hauptvektoren einzeln durch: Ist {\displaystyle v_{1},\ldots ,v_{k}\in B} eine (vollständige) Hauptvektorkette zum Eigenwert {\displaystyle \lambda }, d. h.
{\displaystyle (A-\lambda I)v_{i+1}=v_{i}},
so tragen sie zum Fundamentalsystem die {\displaystyle k} (Hauptvektor-)Lösungen
{\displaystyle y_{1}(x)=e^{\lambda x}v_{1}\ ,\ y_{2}(x)=e^{\lambda x}\left({\frac {x^{1}}{1!}}v_{1}+v_{2}\right)\ ,\ y_{3}(x)=e^{\lambda x}\left({\frac {x^{2}}{2!}}v_{1}+{\frac {x^{1}}{1!}}v_{2}+v_{3}\right)\ ,\ \ldots \ ,}
allgemein
{\displaystyle y_{i}(x)=e^{\lambda x}\sum _{j=1}^{i}{{\frac {x^{i-j}}{(i-j)!}}v_{j}}\ ,\ i=1,\ldots ,k}
bei. Nachdem man alle Hauptvektorketten durchgegangen ist, hat man dann ein (ggf. komplexes) Fundamentalsystem aufgestellt.

### Lineare Differentialgleichung höherer Ordnung mit konstanten Koeffizienten
Ein Fundamentalsystem für eine skalare linearen Differentialgleichung {\displaystyle n}-ter Ordnung mit konstanten Koeffizienten
{\displaystyle y^{(n)}(x)-\sum _{k=0}^{n-1}a_{k}y^{(k)}(x)=0\ ,\ a_{0},\ldots ,a_{n-1}\in \mathbb {R} }
kann durch Lösen der charakteristischen Gleichung {\displaystyle P(\lambda )=0} mit dem charakteristischen Polynom
{\displaystyle P(\lambda ):=\lambda ^{n}-\sum _{k=0}^{n-1}a_{k}\lambda ^{k}}
erfolgen. Seien {\displaystyle \lambda _{1},\ldots ,\lambda _{k}} die (paarweise verschiedenen) Nullstellen von {\displaystyle P} mit Vielfachheiten {\displaystyle \mu _{1},\ldots ,\mu _{k}}. Dann trägt die Nullstelle {\displaystyle \lambda _{i}} zum (komplexen) Fundamentalsystem die {\displaystyle \mu _{i}} linear unabhängigen Lösungen
{\displaystyle y_{i,1}(x)=e^{\lambda _{i}x}\ ,\ y_{i,2}(x)=xe^{\lambda _{i}x}\ ,\ \ldots \ ,\ y_{i,\mu _{i}}(x)=x^{\mu _{i}-1}e^{\lambda _{i}x}}
bei.
[Zur Erläuterung der Sprechweise: Führt man mit Hilfe der obigen Transformation die skalare Gleichung {\displaystyle n}-ter Ordnung auf ein Differentialgleichungssystem erster Ordnung zurück, so hat die Koeffizientenmatrix als charakteristisches Polynom genau dieses, welches hier angegeben wurde.]

### Reelles Fundamentalsystem
Auf obige Weise erhält man stets {\displaystyle n} linear unabhängige Lösungen, welche aber teilweise komplexwertig sein können – die komplexen Lösungen kommen jedoch immer in konjugiert komplexen Paaren vor, da die Differentialgleichung reell war. Nun sind mit {\displaystyle y(x)} auch {\displaystyle \operatorname {Re} y(x)} und {\displaystyle \operatorname {Im} y(x)} beides (reelle) Lösungen, da die Differentialgleichung linear ist. Man kann daher jedes Paar komplex konjugierter Lösungen {\displaystyle y(x),{\overline {y}}(x)} im (komplexen) Fundamentalsystem durch reelle Lösungen
{\displaystyle \operatorname {Re} y(x),\operatorname {Im} y(x)} ersetzen. Auf diese Weise erhält man ein reelles Fundamentalsystem. Man beachte hierbei die Eulersche Formel {\displaystyle e^{\mathrm {i} x}=\cos x+\mathrm {i} \sin x}.

### Periodisches Differentialgleichungssystem erster Ordnung
Für das System
{\displaystyle y'(x)=A(x)y(x)}
mit {\displaystyle \omega }-periodischer stetiger Koeffizientenmatrix {\displaystyle A\colon \mathbb {R} \rightarrow \mathbb {R} ^{m\times m}} kann man zwar nicht explizit ein Fundamentalsystem konstruieren – jedoch macht der Satz von Floquet eine Aussage über die Struktur der Fundamentalmatrizen dieses Systems.

## Beispiele

### Lineares Differentialgleichungssystem erster Ordnung mit konstanten Koeffizienten
Man betrachte das Differentialgleichungssystem
{\displaystyle y'(x)=A\cdot y(x)\ ,\ A:={\begin{pmatrix}3&-1&1\\2&0&1\\1&-1&2\\\end{pmatrix}}.}
Die Matrix {\displaystyle A} besitzt 1 als einfachen Eigenwert und 2 als doppelten Eigenwert. Ihre Eigenräume lauten
{\displaystyle E(A,1)=\left\langle {\begin{pmatrix}0\\1\\1\\\end{pmatrix}}\right\rangle \ ,\ E(A,2)=\left\langle {\begin{pmatrix}1\\1\\0\\\end{pmatrix}}\right\rangle .}
Für die Hauptvektorkette zum Eigenwert 2 benötigt man noch
{\displaystyle {\textrm {Kern}}(A-2I)^{2}=\left\langle {\begin{pmatrix}1\\1\\0\\\end{pmatrix}},{\begin{pmatrix}0\\0\\1\\\end{pmatrix}}\right\rangle .}
Wähle beispielsweise
{\displaystyle v_{2}:={\begin{pmatrix}0\\0\\2\\\end{pmatrix}}\in {\textrm {Kern}}(A-2I)^{2}\setminus {\textrm {Kern}}(A-2I).}
Dann muss als Hauptvektor erster Stufe {\displaystyle v_{1}:=(A-2I)v_{2}={\begin{pmatrix}2\\2\\0\\\end{pmatrix}}} gewählt werden. Es ergibt sich als Fundamentalsystem {\displaystyle \{y_{1},y_{2},y_{3}\}} mit
{\displaystyle y_{1}(x):=e^{x}\cdot {\begin{pmatrix}0\\1\\1\\\end{pmatrix}}\ ,\ y_{2}(x):=e^{2x}\cdot {\begin{pmatrix}2\\2\\0\\\end{pmatrix}}\ ,\ y_{3}(x):=e^{2x}\cdot \left[{\begin{pmatrix}2x\\2x\\0\\\end{pmatrix}}+{\begin{pmatrix}0\\0\\2\\\end{pmatrix}}\right]\ .}

### Lineare Differentialgleichung höherer Ordnung mit konstanten Koeffizienten
Betrachte nun
{\displaystyle y^{(4)}(x)-y(x)=0.}
Diese Differentialgleichung hat als charakteristisches Polynom {\displaystyle \lambda ^{4}-1}, welches die vier Nullstellen {\displaystyle 1,-1,\mathrm {i} ,-\mathrm {i} } besitzt. Daher erhält man zunächst als komplexes Fundamentalsystem
{\displaystyle \{e^{x},e^{-x},e^{\mathrm {i} x},e^{-\mathrm {i} x}\}.}
Somit erhält man als ein reelles Fundamentalsystem
{\displaystyle \{e^{x},e^{-x},\sin x,\cos x\}.}